# Nothotrichocera cranstoni
Nothotrichocera cranstoni är en tvåvingeart som beskrevs av Krzeminska 1994. Nothotrichocera cranstoni ingår i släktet Nothotrichocera och familjen vintermyggor. Inga underarter finns listade i Catalogue of Life.